# 結城亮
結城 亮（ゆうき りょう、1970年5月11日-）は、日本の政治家。府中市議会議員（2期）。

## 経歴
1970年横浜生まれ。大東文化大学法学部卒。20年間、繊維、運輸、建設産業の労働組合の専従職員として働く。1996年日本共産党に入党。
2014年の第47回衆議院議員総選挙に東京18区より出馬するも落選。
2015年の府中市議会議員選挙に出馬し、初当選。
2020年6月、都知事選で日本共産党が推薦する宇都宮健児候補が、ドイツはナチスドイツによる強制労働の被害者に対して政府と企業が大規模な基金を作って補償をしていることやベルリンにナチスドイツに殺されたユダヤ人のための追悼モニュメント（虐殺されたヨーロッパのユダヤ人のための記念碑）を置いている取り組みを見習い、日本も国会議事堂前に慰安婦像、徴用工像を建てるべきと主張していることについて、結城は慰安婦問題を報道してきた朝日新聞が記事を取り消しており真実が解明されておらず宇都宮の言動は国際関係を混乱させるとして、日本共産党からの離党を表明した。
結城が所属していた日本共産党調狛府中地区委員会は「結城議員の歴史認識などは、党の立場とは全く相いれない」として結城を除籍し、議員辞職を求めている。
2020年7月20日、篠原常一郎と対談し、参政党に入党したことを表明した。